# Reação de Schmidt
A reação de Schmidt é uma reação orgânica envolvendo migração da ligação química de alquila do carbono para o nitrogênio em uma azida com a expulsão do nitrogênio. Um reagente chave indroduczindo este grupo azida é o ácido hidrazóico e o produto da reação depende do tipo de reagente: ácidos carboxílicos formam aminas através de um intermediário isocianato:
e cetonas formam amidas:
Um catalisador é requerido o qual pode ser um ácido prótico normalmente ácido sulfúrico ou um ácido de Lewis. A reação foi descoberta em 1924 por Karl Friedrich Schmidt (1887-1971) que converteu com sucesso benzofenona e ácido hidrazóico a benzanilida. É uma ferramenta regularmente usada em química orgânica para a síntese de novos compostos orgânicos como por exemplo os derivados da incomum 2-quinuclidona.